# Zaboloteni, Iași
Zaboloteni este un sat în comuna Trifești din județul Iași, Moldova, România.